# 요시 베나윤
요세프 샤이 "요시" 베나윤(히브리어: יוסף שי "יוסי" בניון, Yossef Shai "Yossi" Benayoun, 1980년 5월 5일~)은 이스라엘의 전직 축구 선수로 현역 시절 포지션은 미드필더였으며 역대 이스라엘 대표팀 선수 중 국제 A매치  최다 출전자이자 현재까지도 유일무이한 FIFA 센추리클럽 가입자이다.

## 선수 시절

### 클럽
디모나의 모로코계 스파라드 유대인 집안에서 태어나 1997년 하포엘 베르셰바에서 데뷔한 후 2019년 4월 은퇴할 때까지 22년동안 프로 공식전 통산 746경기 185골을 터뜨리며 마카비 하이파의 리갓 하알 2연패, 1999-00 시즌 리그 준우승, 2001-02 시즌 이스라엘 스테이트컵 준우승, 2014-15 시즌 토토컵 준우승, 2015-16 시즌 이스라엘 스테이트컵 우승, 웨스트햄 유나이티드의 2005-06 시즌 잉글랜드 FA컵 준우승, 리버풀 FC의 2007-08년 UEFA 챔피언스리그 4강, 프리미어리그 2008-09 준우승, 2009-10년 UEFA 유로파리그 4강, 첼시 FC의 프리미어리그 2010-11 준우승, 2012-13년 UEFA 유로파리그 우승, 아스널 FC의 프리미어리그 2011-12 3위, 퀸스 파크 레인저스의 2013-14 시즌 EFL 챔피언십 플레이오프 준우승, 마카비 텔아비브의 2016-17 시즌 리갓 하알 준우승, 이스라엘 스테이트컵 준우승, 베이타르 예루살렘의 2017-18 시즌 이스라엘 스테이트컵 준우승 등의 굵직한 성과들을 남겼고 2000-01 시즌에는 이스라엘 올해의 선수에도 선정되기도 했다.

### 국가대표팀
이스라엘 U-17 대표팀 소속으로 1996년 UEFA 유러피언 U-17 챔피언십에 참가하여 이스라엘 축구 역사상 최초의 UEFA 주관 대회 4강 진출 및 3위 입상에 일조했다.
그 후 1998년 11월 18일 포르투갈과의 친선 경기에서 이스라엘 성인대표팀에서의 첫 경기를 치른 후 1999년 9월 5일 키프로스와의 UEFA 유로 2000 예선 6조 6차전에서 A매치 데뷔골을 신고했다.
그리고 사흘 후 홈에서 열린 최약체 산마리노와의 7차전에서 해트트릭을 작성하며 팀의 8-0 대승과 함께 조 2위라는 유로 대회 예선 종전 최고 성적에 이바지했고 2006년 FIFA 월드컵 유럽 지역 예선에서도 3골을 터뜨리며 36년만의 월드컵 지역 예선 무패 및 역사상 첫 월드컵 지역 예선 최다 승점을 이끌었다.
그 후 UEFA 유로 2008 예선에서 2골, 2010년 FIFA 월드컵 유럽 지역 예선에서 3골을 터뜨렸고 특히 2010년 9월 2일 몰타와의 UEFA 유로 2012 예선 F조 1차전에서 개인 통산 2번째 해트트릭을 작성하는 등 F조 예선 10경기에서 4골을 터뜨리며 이스라엘 대표팀의 에이스로 맹활약했지만 메이저 대회 본선과는 끝내 한번도 인연을 맺지 못했으며 2017년 A매치 통산 102경기 24골의 기록을 남긴 후 대표팀 유니폼을 반납했다.

## 수상

### 클럽
마카비 하이파
- 리갓 하알 : 우승 (2000-01, 2001-02), 준우승 (1999-00)
- 이스라엘 스테이트컵 : 우승 (2015-16), 준우승 (2001-02)
- 토토컵 : 준우승 (2014-15)

 웨스트햄 유나이티드
- 잉글랜드 FA컵 : 준우승 (2005-06)

 리버풀 FC
- 잉글랜드 프리미어리그 : 준우승 (2008-09)
- UEFA 챔피언스리그 : 4강 (2007-08)
- UEFA 유로파리그 : 4강 (2009-10)

 첼시 FC
- 잉글랜드 프리미어리그 : 준우승 (2010-11)
- UEFA 유로파리그 : 우승 (2012-13)

 아스널 FC
- 잉글랜드 프리미어리그 : 3위 (2011-12)

 퀸스 파크 레인저스
- EFL 챔피언십 플레이오프 : 준우승 (2013-14)

마카비 텔아비브
- 리갓 하알 : 준우승 (2016-17)
- 이스라엘 스테이트컵 : 준우승 (2016-17)

베이타르 예루살렘
- 이스라엘 스테이트컵 : 준우승 (2017-18)

### 국가대표팀
이스라엘 U-17
- UEFA 유러피언 U-17 챔피언십 : 3위 (1996)

### 개인
- 이스라엘 올해의 선수 : 2000-01

## 같이 보기
- A매치 100경기 이상 출전한 축구 선수 명단